# 허드슨 호크
《허드슨 호크》(Hudson Hawk)는 미국에서 제작된 마이클 레만 감독의 1991년 액션, 모험, 코미디 영화이다. 브루스 윌리스 등이 주연으로 출연하였고 조엘 실버 등이 제작에 참여하였다.

## 출연

### 주연
- 브루스 윌리스
- 대니 에일로
- 앤디 맥도웰

### 조연
- 리차드 E. 그랜트
- 산드라 버나드
- 도널드 버튼
- 돈 하비
- 데이빗 카루소
- 제임스 코번
- 로렌 투생
- 앤드루 브리니아스키
- 프랭크 스탤론
- 프랭크 웰커

## 기타
- 공동제작: 마이클 드라이허스트
- 협력프로듀서: 수잔 토드
- 협력프로듀서: 데이비드 윌리스
- 미술: 잭슨 드 고비아
- 의상: 마릴린 밴스
- 배역: 재키 버취